# Orion (ex-voto)
Pour les articles homonymes, voir Orion.
L'Orion est une maquette de bateau servant d'ex-voto dans l'église Saint-Sauveur du quartier de Saint-Goustan, à Auray (Morbihan).

## Description
Long de 2,67 m pour une hauteur de 1,46 m et un poids de 26 kg, l'Orion représente un cuirassé à éperon gréé en trois-mâts goélette, fonctionnant aussi à la vapeur. Ce serait le plus grand ex-voto marin de Bretagne.

## Histoire
La maquette a été construite par les ateliers de la Marine de Lorient vers 1865. Il aurait servi de modèle pour le Magenta. Ce n'est qu'en 1908 que le bateau est converti en objet de dévotion à saint Goustan.
Baptisé Saint-Goustan, puis Le Goustannais, il prend le nom de Bigorneau après la Seconde Guerre mondiale. En 1994-1995, le bateau est entièrement restauré et prend le nom d'Orion. En 2014, il est à nouveau suspendu à la voûte de l'église, après être resté longtemps dans un présentoir de verre.
L'Orion est inscrit à l'inventaire supplémentaire des monuments historiques par arrêté du 14 janvier 1977.